# NGC 4611
NGC 4611 is een spiraalvormig sterrenstelsel in het sterrenbeeld Hoofdhaar. Het hemelobject werd op 17 mei 1881 ontdekt door de Franse astronoom Édouard Jean-Marie Stephan.

## Synoniemen
- IC 805
- UGC 7849
- MCG 2-32-179
- ZWG 70.218
- VCC 1878
- PGC 42564